# Felsberg bei Reichenbach
Felsberg bei Reichenbach este o arie protejată (arie specială de conservare — SAC, sit de importanță comunitară — SCI) din Germania întinsă pe o suprafață de 167,89 ha, integral pe uscat.

## Localizare
Centrul sitului Felsberg bei Reichenbach este situat la coordonatele 49°43′36″N 8°41′18″E / 49.7267°N 8.6883°E.

## Înființare
Situl Felsberg bei Reichenbach a fost declarat sit de importanță comunitară în iulie 2001 pentru a proteja un număr necunoscut de specii din flora spontană și fauna sălbatică aflate în arealul zonei. Situl a fost protejat și ca arie specială de conservare în martie 2008.

## Biodiversitate
Situată în ecoregiunea continentală, aria protejată conține 6 habitate naturale: Grohotișuri silicioase medio-europene, la altitudine înaltă, Peșteri inaccesibile publicului, Păduri de fag Luzulo-Fagetum, Păduri de fag Asperulo-Fagetum, Păduri pe pante, grohotișuri și ravene de Tilio-Acerion, Păduri aluvionare cu Alnus glutinosa și Fraxinus excelsior (Alno-Padion, Alnion incanae, Salicion albae).
La baza desemnării sitului se află un număr nedeclarat de specii protejate.